# سانتپورت-زوید
سانتپورت-زوید (به هلندی: Santpoort-Zuid) یک منطقهٔ مسکونی در هلند است که در فلسن واقع شده‌است. سانتپورت-زوید ۳٬۲۸۰ نفر جمعیت دارد.